# Dương Văn Hiếu
Dương Văn Hiếu (không rõ năm sinh, biệt danh Hùm xám của Chế độ) là người chỉ huy Đoàn Công tác Đặc biệt Miền Trung, cơ quan tình báo, phản gián của Ngô Đình Cẩn, vào những năm đầu của nền Đệ Nhất Cộng Hòa.
Dương Văn Hiếu sinh tại Hà Nam, trong một gia đình trung lưu, học trường trung học Louis Pasteur và Thăng Long, Hà Nội. Ông có bằng trung học đệ nhất cấp (tức bằng Thành Chung, tương đương lóp 9) là Diplôme d’Études Primaires Supérieures Indochinoises (DEPSI).
Sau Hiệp định Genève năm 1954, ông được Võ Như Nguyện, Giám đốc Công an Trung Phần tuyển vào ngành công an. Giữa năm 1957, ông giữ chức Trưởng ban Khai thác Nha Công an Cảnh sát Trung nguyên Trung phần, sau đó trở thành Trưởng ty Công an Tỉnh Thừa Thiên và Đô thị Huế. Giữa 1957, Dương Văn Hiếu được bổ nhiệm Trưởng Đoàn Công tác Đặc biệt Miền Trung.
Dưới sự chỉ huy của Dương Văn Hiếu, Đoàn Công tác Đặc biệt Miền Trung từng bắt ông Mười Hương vào tháng 06/1958, Vũ Ngọc Nhạ vào tháng 12/1958, Lê Hữu Thúy vào năm 1959, Nguyễn Vĩnh Nghiệp vào năm 1960 và đại tá Lê Câu, người chỉ huy chỉ huy Quân báo Miền Nam của Hà Nội vào năm 1961. Đoàn Công tác Đặc biệt Miền Trung cũng từng theo dõi Phạm Ngọc Thảo và đề nghị tổng thống Ngô Đình Diệm lưu ý tới Thảo.
Năm 1962, Dương Văn Hiếu được bổ nhiệm làm phụ tá Tổng Giám đốc Cảnh Sát Công An đặc trách Khối Cảnh Sát Đặc Biệt, dưới quyền tổng giám đốc Nguyễn Văn Y.
Sau cuộc đảo chính ngày 1/11/1963, Dương Văn Hiếu bị bắt, điều tra, và bị kết án khổ sai chung thân đày ra Côn đảo. Đến năm 1964, một năm sau, thì Dương Văn Hiếu được phóng thích và phải hành nghề mua bán thuốc tây để sinh sống. Sau năm 1968, Dương Văn Hiếu có một thời gian làm việc cho Phủ Đặc ủy Trung ương Tình báo nhưng không được trọng dụng nên ông bỏ việc.
Đêm 28 tháng 4 năm 1975, Dương Văn Hiếu cùng người con trai lớn rời Việt Nam trên một chiếc tàu Hải quân Việt Nam Cộng Hòa cùng với Trung tướng Nguyễn Văn Là, cựu Tổng Giám đốc Cảnh sát Quốc gia. Sau khi định cư ở Hoa Kỳ, năm 1989, vợ ông cùng 8 người con còn lại được phép sang đoàn tụ với ông tại San Jose, California.